# Лисенко Олександр Степанович
Олександр Степанович Лисенко (27 травня 1936, село Анисів, Чернігівський район, Чернігівська область — 2000, місто Чернігів) — український діяч, колишній голова Чернігівської обласної ради народних депутатів. Кандидат сільськогосподарських наук.

## Біографія
Народився в селянській родині.
У 1963 році закінчив Українську сільськогосподарську академію.
Пройшов шлях від головного агронома колгоспу до заступника начальника Чернігівського обласного управління сільським господарством.
У 1980 році захистив кандидатську дисертацію «Збереження насіннєвої картоплі у буртах з активним вентилюванням на постійних площадках».
До 1985 року — завідувач відділу сільського господарства і переробної промисловості Чернігівського обласного комітету КПУ.
З грудня 1985 по березень 1990 року — 1-й заступник голови виконавчого комітету Чернігівської обласної ради народних депутатів — голова обласного агропромислового комітету.
У січні — березні 1990 року — виконувач обов'язки голови виконавчого комітету Чернігівської обласної ради народних депутатів.
27 березня 1990 — квітень 1991 року — голова виконавчого комітету Чернігівської обласної ради народних депутатів.
У квітні 1991 — березні 1992 року — голова Чернігівської обласної ради народних депутатів і голова виконавчого комітету Чернігівської обласної ради народних депутатів.
У березні 1992 — липні 1994 року — голова Чернігівської обласної ради народних депутатів.
З липня 1994 до 1998 року — заступник голови Чернігівської обласної ради народних депутатів.

## Звання
- Державний службовець 1-го рангу (.04.1994)[1].

## Джерело
- Довідка [Архівовано 4 березня 2016 у Wayback Machine.]